# النظام الغذائي قليل الفودماب
ينطوي النظام الغذائي قليل الفودماب على تقييد كامل لجميع الكربوهيدرات القابلة للتخمر (فودماب)، ويوصى به مدة قصيرة فقط. يُوصَى بالنظام الغذائي قليل الفودماب لتدبير المرضى المصابين بمتلازمة القولون المتهيج، ويمكن أن يقلل الأعراض الهضمية لهذه المتلازمة بما في ذلك الانتقاخ والغازات المعوية.

## الفعالية والأخطار
قد يساعد النظام الغذائي قليل الفودماب في تحسين الأعراض الهضمية قصيرة الأمد لدى الكبار المصابين بمتلازمة القولون المتهيج، لكن قد يكون لاستخدامه على المدى الطويل تأثيرات سلبية لأنه يسبب أثرًا سلبيًا على النبيت الجرثومي المعوي والميتابولوم (المجموع الأيضي). يجب أن يُستخدَم فقط لفترات زمنية قصيرة ووفق نصيحة اختصاصي. لا تزال هناك حاجة لإجراء دراسات أخرى من أجل تقييم فعاليته لدى الأطفال المصابين بمتلازمة القولون المتهيج. هناك دلائل قليلة على فعاليته في معالجة الأعراض الوظيفية لداء الأمعاء الالتهابي من دراسات صغيرة قد تكون عرضة للانحياز. لا تزال هناك حاجة لإجراء دراسات أخرى من أجل تقدير الأثر الحقيقي لهذا النظم الغذائي على الصحة.
بالإضافة إلى ذلك، يمكن أن يؤدي استخدام النظام الغذائي قليل الفودماب دون مشورة طبية إلى حدوث أخطار صحية جسيمة بما في ذلك الأعواز الغذائية ووضع التشخيص الخاطئ، لذا يُنصَح بإجراء تقييم طبي كامل قبل البدء بالنظام الغذائي قليل الفودماب لضمان الوصول إلى التشخيص الصحيح وبالتالي تقديم العلاج المناسب.
بما أن استهلاك الغلوتين يُكبَح أو يُخفَض باتباع النظام الغذائي قليل الفودماب فإن التحسن في الأعراض المعوية الذي يحدث عند اتباع هذا النظام الغذائي قد لا يكون متعلقًا بسحب الفودماب بل بالغلوتين ما يشير إلى وجود مرض بطني غير مشخص يجري تجنب تشخيصه وبالتالي عدم تقديم المعالجة الصحيحة، مع وجود خطر حدوث اختلاطات صحية خطيرة بما فيها أنواع مختلفة من السرطان.
إن النظام الغذائي قليل الفودماب يكون مقيدًا للغاية فيما يتعلق بمجموعات مختلفة من العناصر الغذائية، وقد يكون من غير العملي اتباعه على المدى الطويل، وقد يضيف عبئًا ماليًا غير ضروري.